# Salon.com
Salon.com（通称：Salon）とはサロン・メディアグループ（英語: Salon Media Group・OTCBB SLNM）が運営する平日更新のオンライン雑誌（ニュースサイト）である。1995年11月20日にデビッド・タルボットによって立ち上げられた。アメリカ合衆国の政治や時事関連の話題、音楽、書籍、映画の批評を中心に扱っている。
本社はアメリカ合衆国カリフォルニア州サンフランシスコのダウンタウン西部にあり、現在の編集長はケリー・ローアーマンが務めている。かつて編集長はジョーン・ウォルシュが長年務めていたが2010年11月、執筆業に専念するために退任した。ただし、その後もSalon.comの主要編集者にとどまっている。

## 内容
この雑誌では多種多様な話題を扱っており、音楽、書籍、映画の批評記事や、「modern life」と称した人間関係、友情、性的行動を扱った記事や、特に自由ソフトウェア・オープンソース運動を焦点に当てた技術関連記事がある。
Salonは常にある程度のインタラクティブ性を持つことを心がけており、The WELLにて「サロン」のコンセプトで2005年より登録ユーザーに向けて編集に関するコメントを公開している。
2008年、Salonは最大級の双方向イニシアチブとしてOpen Salonという読者向けのソーシャルネットワークサイトとブログネットワークを立ち上げた。
かつてSalon.comの編集長だったデビッド・タルボットは「あなたは読者を増やすためのタブロイド報道で何処まで行くのか？」という問いに対し、以下のように返答している。
Salonがよくあるタブロイド紙か？我々は秘密を作らない。私は、「我々はスマートなタブロイド」だと周囲に言ってきた。もしあなたの思うタブロイドの意味が大多数の聴衆へ届けようとする試みや読者に直感的で重要な記事を執筆する試みのことだったら5人の子供を溺死させたヒューストンの母親の話やワシントン州で行方不明になったインターンのチャンドラ・レヴィの話のことですね。

## 主要人物
定期寄稿者には政治オピニオンライターのグレン・グリーンウォルドやアレックス・パリーネ、政治アナリストのスティーブ・コーナッキ、批評家のローラ・ミラー、マット・ゾラー・セイツ、アンドリュー・オヘア、ポップカルチャーコラムニストのマリー・エリザベス・ウィリアムズ、航空コラムニストのパトリック・スミス、フェミニズムや性に関する記事を執筆しているトレーシー・クラーク＝フローリー、人生相談担当のカリー・テニス、経済ライターのアンドリュー・レオナルドがいる。
デビッド・タルボットは創設者・初代編集長であり、その後CEOを務めていたが、2011年7月、CEOはリチャード・ジンジャーズに交代している。現在の編集長はケリー・ローアーマンが務めている。ゲイル・ウィリアムズがThe WELLの運営をしており、ノルマン・ブラッシュカが最高財務責任者(CFO)と運営のヴァイスプレジデントを務めている。

## 歴史
Salonはデビッド・タルボットによって1995年に立ち上げられた。1999年4月にインターネットコミュニティサイトであるThe WELLを買収、同年6月22日、NASDAQにSalon.comの株式公開を果たす。
2001年4月25日に有料サイト「Salon Premium」を開始。13万人以上が購読し、サービス停止の事態を回避するのに成功した。しかし、2年も経たない2002年11月、このサービスで現金、非現金合わせて8000万ドルの損失が蓄積したと発表。2003年2月には家賃を払うのも困難になり、企業を存続させるために寄付を求めるようになった。
2003年10月9日、サロン・メディアグループの社長および最高経営責任者であるマイケル・オドネルは「変わる時」として会社を去ると発言した。Salon.comは立ち上げから現在まで8360万ドルの損失を出しており、OTCブリティンボードにて5セントで株式取引されていた。この時チェアマンで編集長だったデビッド・タルボットが新たな最高経営責任者に、最高財務責任者だったエリザベス・"ベッツィ"・ハンブレクトが社長に就任した。
2008年7月、ソーシャルネットワークサイトとブログネットワークの「Open Salon」を立ち上げた。このサイトは2009年のナショナルマガジンアワードのベストインタラクティブフィーチャーにノミネートされた。しかし、Open.salon.comは編集権の不足を読者、ユーザー双方から批判された。
2011年6月10日、Salonのチャットと掲示板が閉鎖された。同時に掲示板管理者によって「Salon.comは未だになぜチャットと掲示板を閉鎖するのか理由を言っていない。」というメッセージが掲載された。

### 記事の閲覧
1日に無料記事を約15本提供。収益はページの広告である。新たな記事の約20%がSalon Premiumサービスの購読者のみ閲覧できる。他の購読した場合の特典として無料雑誌や広告無し閲覧があり、非購読者には非常に目立つ広告が表示される。読者は記事を見るときに15秒のフルスクリーン広告を見る必要があり、これを避けるには「day pass」を購入するか、Salon Premiumでアクセスする必要がある。しかし、Salon Premium購読者が約10万人から1万人に減少したため、2011年に収益を上げる複数の手段を用意したSalon Core購読システムに再モデルを行った。